# Diekirch
Diekirch este un oraș în Luxemburg.